# Rio Púnguè
O Rio Púnguè é um rio de 400 km de extensão que banha o Zimbabwe e Moçambique. Nasce abaixo do Monte Nyangani nos planaltos da África Oriental, Zimbabwe, corre para o leste através das províncias de Manica e Sofala em Moçambique e desagua no Canal de Moçambique, em Beira, formando um grande estuário.
É um dos maiores rios de Moçambique e frequentemente causa inundações.

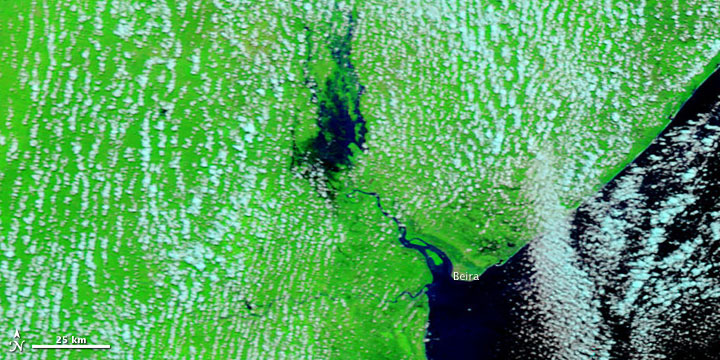
Inundação do Rio Púnguè vista do satélite MODIS da NASA em 2010.

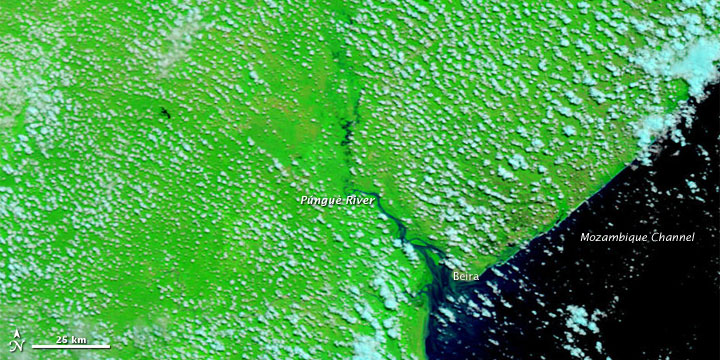
O Rio Púnguè em estado normal visto do satélite MODIS da NASA em 2009.